# Colombiaanse muziek
De Colombiaanse cultuur is een mengeling van Afrikaanse, inheems Indiaanse en Europese (in het bijzonder Spaanse) invloeden. In de 19e eeuw werd de slavernij afgeschaft en Afrikaanse, Indiaanse en andere etnische groepen gingen in elkaar op. Muziekstijlen als de bambuco, vallenato en porro kregen een grote invloed. 
Toen in de 19e eeuw de wals in Europa populair werd, ontstond een Colombiaanse versie, de pasillo. Moderner is de Colombiaanse salsa, naast die van Cubaanse oorsprong, en de Colombiaanse muziek wordt tegenwoordig vanzelfsprekend sterk beïnvloed door moderne rock- en popmuziek. De nationale muziek van Colombia is echter wel vallenato. 

## Cumbia
Cumbia is complexe, ritmische muziek die ontstond aan de Colombiaanse Atlantische kust. Cumbia is een mengeling van Spaanse en Afrikaanse muziek. Oorspronkelijk bestond cumbia alleen uit percussie en zang. Moderne groepen gebruiken tegenwoordig echter ook blaasinstrumenten en keyboard. Er zijn verschillende verklaringen voor de bijbehorende dans. Wellicht komt de dans uit het Afrikaanse Guinee waar een dans onder de naam cumbe bestond. De dans verbeeldt waarschijnlijk het veroveren van de vrouw door de man, terwijl anderen er op wijzen dat het typische voetenwerk van de man wellicht zijn oorsprong vindt in de pogingen van de aan de enkels geketende slaven om te dansen. De cumbia kreeg vaste voet aan de grond in de jaren veertig van de 20e eeuw toen de muziek zich verspreidde van het platteland naar de stad. Onder invloed van mambo, big band en porro ontwikkelde de muziek zich tot zijn huidige vorm. Artiesten als Lucho Bermudez verfijnden de muziekstijl die in de jaren vijftig zijn hoogtepunt beleefde. De cumbia verspreidde zich naar Mexico waar de stijl ook nog steeds populair is.

## Colombiaanse salsa
De salsa ontstond onder Cubanen in New York en Puerto Rico, en verspreidde zich snel tot in Colombia. De salsa ontwikkelde zich in een typisch Colombiaanse vorm ook wel genaamd musica tropical. Belangrijke Colombiaanse salsa-muzikanten zijn onder andere Joe Arroyo, Grupo Niche, Los Titanes de la Salsa,  Orquesta Guayacán en La-33.

## Afrikaanse muziek en champeta
Sommige Colombiaanse gebieden zoals Chocó, Cartagena en Providencia hebben grote, van slaven afstammende, Afro-Colombiaanse gemeenschappen. In deze gebieden is de integratie met de inheemse en Europese cultuur beperkt geweest en in het bijzonder in Chocó is de muziek weinig beïnvloed geweest sinds ze geïmporteerd is uit West-Afrika. Op het eiland Providencia bestaat eveneens een typische volksmuzieksoort die overeenkomt met de Jamaicaanse mento. Belangrijk is echter de stad Cartagena met zijn champetamuziek die weer beïnvloed is door soukous, kompa en ragga (soort reggae). Bekende champetamuzikanten zijn Luis Towers, El Pupy en Boogaloo, terwijl bijvoorbeeld Elio Boom de Jamaicaanse raggamuffin in de champeta introduceerde.

## Bambuco
Bambuco is de meest representatieve Colombiaanse muziek uit de Andeszone. Het wordt uitgevoerd door duo's of trio's die veelal gitaar en tiple bespelen, onder begeleiding van zang. Er wordt in paren gedanst. Lange tijd was deze muziek niet erg verbreid maar het beleefde zijn hoogtepunt in de jaren twintig en dertig van de twintigste eeuw.

## Porro
Porro is een enthousiaste vorm van blaasmuziek die zijn oorsprong vindt in Sucre, Córdoba en Savanna de Bolivar. De ensembles van koperinstrumenten vinden hun oorsprong in de Europese militaire blaaskapellen. 

## Vallenato
Vallenato ontstond in de eerste helft van de negentiende eeuw in Valledupar aan de Atlantische kust maar werd pas in 1980 populair in de rest van het land. De oorsprong van vallenato is onduidelijk maar volgens een legende zou de stijl zijn ontstaan uit een muzikale wedstrijd tussen Francisco el Hombre en Satan. Typisch voor de vallenato is het gebruik van de accordeon. Muzikanten als Alejo Duran, Alfredo Gutierrez en Lisandro Meza hebben veel invloed op het genre gehad. Caliya introduceerde in de jaren zestig de basgitaar en de recentste revival en modernisatie van vallenato is bewerkstelligd door Carlos Vives in 1993 met het uitbrengen van het album Clasicos de la Provincia. Uit de vallenato zijn diverse subgenres ontstaan, zoals vallenato-protesta met zijn sociaal-bewuste teksten en charanga vallenata, een stijl van de Cubanen in de Verenigde Staten. Geestelijk vader daarvan is Roberto Torres.

## Musica llanera
Musica llanera is een muziekstijl uit het grensgebied met Venezuela rond de Orinoco. Centraal in de stijl staat het gebruik van de harp en de muzieksoort is populair in geheel Colombia. Musica llanera is bekend door zijn verbale uitdaging genaamd contrapunteo.